# Leslie Jones (rugby à XIII)
Pour les articles homonymes, voir Leslie Jones et Jones.
Pas d'image ? Cliquez ici

a Compétitions nationales et continentales officielles uniquement.

b Matchs officiels uniquement.
Leslie Jones, né le 19 juillet 1948 à St Helens (Merseyside), est un joueur de rugby à XIII anglais qui a évolué au poste d'ailier dans les années 1960, 1970 et 1980. Il a uniquement joué pour St Helens RLFC où il rejoint le temple de la renommée. Dans ce club, il y inscrit 282 essais en 477 apparitions. Il a également été international britannique et anglais. 